# Miejscowości Turks i Caicos
Według danych oficjalnych pochodzących z 2013 roku Turks i Caicos (brytyjskie terytorium zamorskie) posiadał ponad 30 miejscowości o ludności przekraczającej 100 mieszkańców. Stolica kraju Cockburn Town ze 126 mieszkańcami znajduje się dopiero w trzeciej dziesiątce największych miejscowości; Five Cays jako jedyne miasto liczyło ponad 5 tys. mieszkańców; 14 miejscowości z ludnością 1÷5 tys. oraz reszta miejscowości poniżej 1 tys. mieszkańców.

## Największe miejscowości na Turks i Caicos
Największe miejscowości na Turks i Caicos według liczebności mieszkańców (stan na 2013 rok):
| L.p. | Miasto        | Wyspa          | Liczba ludności |
| ---- | ------------- | -------------- | --------------- |
| 1.   | Five Cays     | Providenciales | 5 094           |
| 2.   | Honda Road    | Providenciales | 4 567           |
| 3.   | The Bight     | Providenciales | 4 401           |
| 4.   | Wheeland      | Providenciales | 3 391           |
| 5.   | Discovery Bay | Providenciales | 2 701           |

## Alfabetyczna lista miejscowości na Turks i Caicos
Spis miejscowości Turks i Caicos powyżej 100 mieszkańców według danych szacunkowych z 2013 roku:
- Back Salina
- Blue Hills
- Blue Mountain
- Bottle Creek
- Breezy Brae
- Chalk Sound
- Cheshire Hall
- Cockburn Harbour (South Caicos Town)
- Cockburn Town
- Discovery Bay
- Downtown
- Five Cays
- Grace Bay
- Great Salina
- Honda Road
- Juba
- Kew
- Kew Town
- Leeward
- Long Bay Hill
- Middle Caicos
- North Creek
- Out North
- Overback
- Palm Grove
- Parrot Cay
- Salt Cay
- Sandy Point
- The Bight
- The Ridge
- Turtle Cove
- West Road
- Wheeland
- Whitby